# Toupie Lowther

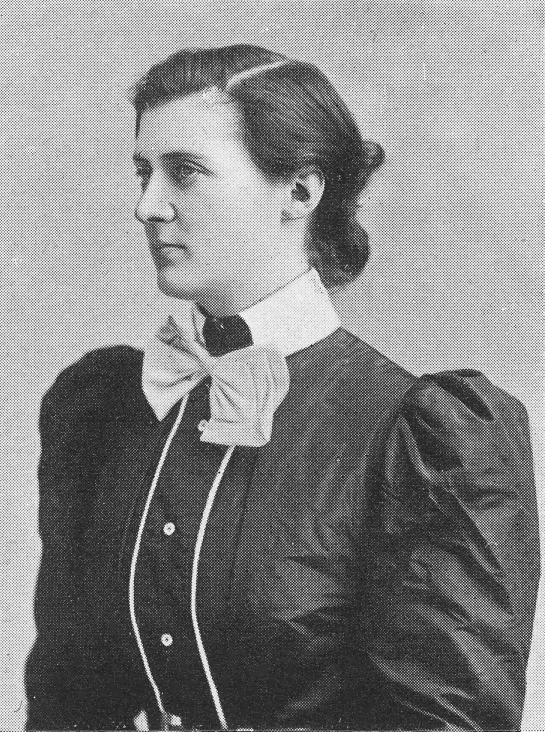
Lowther, um 1900

Toupie Lowther (auch Toupée Lowther; * 1874 in London; † 30. Dezember 1944 in Pulborough) war eine englische Tennisspielerin um die Jahrhundertwende 1900 aus England.

## Leben
1901 gewann Lowther die deutschen Meisterschaften in Homburg vor der Höhe, nachdem sie dort bereits 1898 das Finale erreicht hatte. Bei den Wimbledon Championships drang sie 1903 und 1906 bis ins Halbfinale vor. Darüber hinaus war sie 1900, 1902 und 1903 bei den britischen Hallenmeisterschaften erfolgreich.
Lowther wurde auch als eine hervorragende Fechterin beschrieben. Daneben steuerte sie ein Kapitel zum 1903 erschienenen Buch der Brüder Laurence und Reginald Doherty bei. Darin beklagt sie die umständlichen, damals üblichen, bis zum Boden reichenden Kleider, die zu einem Großteil für das unterlegene Spiel der Damen verantwortlich seien, und schlägt vor, die Kleider bis zum Knöchel zu kürzen, sofern dieser nicht unansehnlich dick sei. Eine bequemere Sportkleidung im Damentennis setzte sich jedoch erst nach dem Ersten Weltkrieg mit Spielerinnen wie Suzanne Lenglen durch.

## Einzeltitel
| Nr. | Jahr | Turnier                             | Finalgegnerin  | Endergebnis   |
| --- | ---- | ----------------------------------- | -------------- | ------------- |
| 1.  | 1900 | British Covered Court Championships | Edith Austin   | 2:6, 7:5, 6:4 |
| 2.  | 1901 | Deutsche Meisterschaften            | Gladys Duddell | 6:0, 6:0      |
| 3.  | 1902 | British Covered Court Championships | Gladys Duddell | 6:3, 6:1      |
| 4.  | 1903 | British Covered Court Championships | Adine Masson   | 6:1, 6:0      |